# コントラクトブリッジ
コントラクトブリッジ（英: contract bridge）は、切り札のあるトリックテイキングゲームの一つである。ただ単にブリッジと略すことも多い。
ブリッジと名のつくカードゲームには他にセブンブリッジがあるが、コントラクトブリッジとは全く異なるゲームである。
このゲーム中では切り札のことを「トランプ」と呼び、またゲーム中の情報伝達に規則があるゲームなので注意すること。
プレイ人数は4人。向かい合ったもの同士がペアを組み、自らの手札を元に2人でとれるトリック数の合計を類推し、ビッドにより攻撃側ペア・守備側ペアを決める。攻撃側で主とならない側のプレイヤーは、最初のリードの後手札を晒す。これをダミーと呼び、そのカードは主となる側が指定して出すことになる。13回のトリックのうち、攻撃側が宣言した以上のトリックを取れれば勝利となり、宣言しただけの点数を獲得し、宣言した以上の分についてはボーナスとして点数を獲得する。
競技では、配られたカードの差による有利不利を減らすため、デュプリケートブリッジとして、カードの内容をあらかじめ決めておき、競技者の間でそれらカードをプレイした結果の差で勝ち負けを決める。

## 歴史
トリックテイキングゲームの歴史はトランプ自体と同じくらい古いが、18世紀後半から19世紀には、イギリスのホイストがヨーロッパ中で流行するようになった。しかしそれまで流行していたオンブルやカドリーユのようなビッドシステムがホイストには欠けていたため、ホイストにビッドシステムを追加する試みがいくつか行われ、その中からブリッジも生まれた。
ブリッジの直接の祖先にあたるのは、ジョン・コリンソンが1886年に刊行した冊子の中に載っている「ビリッチ（biritch）」というゲームである。コリンソンによると、このゲームはコンスタンチノープルのロシア人によって当時遊ばれていたものだという。ビリッチはダミー・ホイスト（ディーラーのパートナーが手札を開いて見せ、ディーラーがそこから何を出すかを決めるもの）の一種で、ディーラーかまたはそのパートナーが切り札を決めるか、または切り札なし（これをビリッチといった）を宣言する。ディーラーの相手側はダブル（contre）をかけられる、というもので、まだ競りのシステムはなかった。このゲームは後に「ブリッジ・ホイスト」さらに略してブリッジと呼ばれるようになった。「ブリッジ」という言葉はこのビリッチが変化したものと考えられている（ビリッチ自身の語源は明らかでない）。
1904年前後に、切り札をプレイヤーが決めるために“競り”を用いるオークション・ブリッジが考案された。コントラクトブリッジとオークション・ブリッジとの主な違いは得点の計算方法にある。とくに、オークション・ブリッジでは取れたトリック数がそのまま得点になったのに対して、コントラクトブリッジでは宣言したトリック数によって得点が得られるように変更された。この変更は第一次世界大戦中にフランスで考案され、プラフォン（plafond、天井）という名前で流行した。さらにアメリカのハロルド・スターリング・ヴァンダービルトらによって1925年にスコア表とバルナラビリティに関する改良が加えられ、1930年代以降はコントラクトブリッジがオークション・ブリッジやプラフォンを圧倒した。
現在、コントラクトブリッジはオークション・ブリッジを含めた他のブリッジに完全に取って代わっており、特に米英では単にブリッジと言えばコントラクトブリッジのことを指すようになっている。ただし、日本では逆にブリッジと言った場合、セブンブリッジを指すこともあるため、注意が必要である。日本語では「コントラクトブリッジ」と「コントラクト・ブリッジ」の2種類の表記があるが、管轄団体である日本コントラクトブリッジ連盟 (JCBL) では「コントラクトブリッジ」としているため、本項目でもこの表記に従う。
日本においては余りなじみのない競技だが、戦前から欧米人と関わりを持つ者を中心として行われていた。1953年には日本コントラクトブリッジ連盟が結成されている。現在では日本電気や日産自動車などが協賛する競技会が定期的に開催されている。
1995年にブリッジはマインドスポーツの一種目として、国際オリンピック委員会の承認競技リストに載ることになった。2018年のアジア大会では初めて正式種目に採用された。
しかし、助成金をめぐって「ブリッジがスポーツに当たるか」を争った2015年のイギリスの裁判所の判決では、ブリッジをスポーツとは認めない判決が下っている。

## ラバーブリッジ
知り合い同士でブリッジを遊ぶ際には、ラバーブリッジがよく用いられる。ラバー（rubber）1つとは2ゲームを先取することであり、1ゲームとはコントラクトによる勝利のみで合計100点以上を獲得することである。スコアシートには横線を引いて、ゲームのために加算するポイントとボーナスとなるポイントを区別する。線の下側に書くポイントだけがゲームを左右する。勝敗は1ラバーが終わったときの点数総計で争うので、ごくまれではあるがラバーを勝ち取っても勝負としては負ける可能性もある。

### プレイヤー
プレイヤーは4人。一般には正方形のテーブルを使用し、その4辺に座る。便宜上4人のプレイヤーをそれぞれN(North)、S(South)、E(East)、W(West)と呼ぶ。向かい合った2人（NとS、EとW）が味方（パートナー）同士となる。この2人をペアといい、2つのペアを区別するときはサイド（NSサイド、EWサイドあるいは相手サイドなど）と呼ぶ。

### カードの配り方
ゲームには通常のトランプ52枚を使う。ディーラーを1人決め、ディーラーは各プレイヤーに13枚ずつカードを配る。ディーラーは、ゲーム毎に左隣の者へと移ってゆく。
ルール上最初の手札が13枚と多いため、持ちやすいよう、メジャーなブランドのカードなどには細身の「ブリッジサイズ」バージョンがある（トランプ#サイズ）。

### ビッド
ビッド（bid）とは競り（オークション）の宣言のことである。競りはディーラーから始め、時計回りに続け、最後に誰かがコールをしてから、他の3名が連続してパスするまで続く。コール（call）にはビッド (bid)、パス (pass)、ダブル（double, DBLと略記する）およびリダブル（redouble, RDBLと略記する）があり、自分の順番では、以下のいずれかを行うことになる。
1. 新しくビッドする。
2. パスする。
3. 最後のビッドが相手サイドの場合にダブルをコールする。
4. 相手サイドにダブルがコールされている場合にリダブルをコールする。

もし、ビッドされることなく4人がパスした場合は、このゲームは互いに0点となり、次のディーラーが新しいゲームを始める。
ビッドは、オッドトリックの数字とデノミネーションを合わせて行う。オッドトリック（odd tricks）とは、勝利するために必要な最低限の6トリック（ブックという）を除いたトリック数のことで、1～7の数字で指定する。デノミネーション（denomination）は、切り札となる特定のスートかノートランプ (NT) で特定する。
例えば、1♥と言えば、7トリックをハートを切り札として獲るという宣言になる。
新しくビッドを行う場合、直前までのビッドよりオッドトリックの数字もしくはデノミネーションのランクが上回るビッドをする必要がある。スートは下から順に♣、♦、♥、♠の順位をもっており、ノートランプは♠の上に位置する。ダブル、リダブルの後でビッドが行われた場合にはそのダブル、リダブルは無効となる。
あるコールに対して他の3人がパスしたら、最後のビッドをコントラクトと呼び、これが最終的に有効なものと見なされる。コントラクトを成立させたペアのうち、最初にコントラクトのデノミネーションを宣言したプレイヤーをディクレアラー (declarer) と呼ぶ。ディクレアラーのパートナーはダミー（dummy）と呼ばれる。残りの2人をディフェンダー（defenders）と呼ぶ。
最後のビッドをした者がディクレアラーになるわけではないことに注意。たとえば、
Nが1♠をビッド→Sが2♣をビッド→Wが2♥をビッド→Sが4♠をビッド→他の3人がパス
と進行した場合、ディクレアラーはSではなく最初に♠をビッドしたNになる。

### 手札のプレイ
最初のリードは、ディクレアラーの左側のプレイヤーから行う。プレイは時計回りに進行する。
最初のカードがリードされたら、その時点でダミーのカードを机に晒す。そして、これらのカードはこれ以降、ディクレアラーの判断でプレイする。つまり、ディクレアラーがダミーに、どのカードを出すか指示するのである。
これ以外のプレイの主要な点については他のマストフォロールールを用いたトリックテイキングゲームと同じで、前回のトリックを取ったものが次のリードを行う。もちろん、ディクレアラーがダミーの手でトリックを取った場合は、ダミーの側から次のリードを、ディクレアラーが自分の手でトリックを取った場合は、自分の側から次のリードを行う。
切り札は、ビッディングの際にデノミネーションとして宣言されたスートである。NT でコントラクトした場合は切り札なしで行う。

### 点数の付け方
ディクレアラーがコントラクトを達成した場合、各スートごとに決められた基本点×コントラクトのオッドトリック分の点数が線の下に書かれる。コントラクトより多くのトリックを取った場合は、ダブル、リダブルの場合を除いて、上回った分について同様に点数を計算するが、これは線の上に記入される。
線の下に書かれる点数は、ダブルされたコントラクトの場合は上記の2倍、リダブルの場合はダブルのさらに2倍となる。
切り札をクラブまたはダイヤにした場合は基本点は20点であり、ハートまたはスペードの場合は30点である。NTの場合も30点だが、最後に10点を加えて線の下に記入する。
例
2♣でビッド、9トリックを取った場合は、線の下に40点(2x20)を記入、線の上に20点(1x20)を記入する。
4♥でビッド、10トリックを取った場合は、線の下に120(4x30)を記入、線の上に0点(0x30)を記入する。
4NTでビッド、11トリックを取った場合は、線の下に130(4x30+10)を記入、線の上に30点(1x30)を記入する。

### ゲーム・バル・ラバー
線の下に書かれた点数が、今までに線の下に書かれたぶんと今とったぶんを合わせ、100点以上(100点を含む)になった場合、そのチームはゲーム（game）を達成したということになり、そこまでのスコアは両チームとも全て線の上側に書かれたものとして扱う。ゲームを1度勝ったチームを、バルネラブル(Vulnerable）略してバル（Vul.)と呼ぶ。バルネラブルでないチームをノン・バルネラブル(ノンバル)と呼ぶ。バルかノンバルかによって、スラムを取ったときのボーナス点と、ダウン(宣言したトリックが取れなかった場合)の点が変化する。
もしそのゲーム達成がそのチームにとって2ゲーム目であった場合、これはラバー（rubber）獲得とされる。どちらかのチームがラバーを獲得した時点で、そのラバーは終了する。ラバーを獲得したチームには以下のようなラバーボーナスが与えられる。
- 相手チームがノンバルの場合、（試合開始からゲームを2回連続で取得した場合）700点
- 相手チームがバルの場合、500点

そして、双方の合計点を数え、この合計点の高低で勝利チームを決める。
ラバーボーナスは大きいため、普通はラバーを獲得したチームのほうが勝利する。しかし、リダブルで大きなオーバートリックを獲得したチームがある場合など、ラバーを獲得できなかった側が勝利する可能性もルールとしては残されている。

### スラムボーナス
コントラクトを6でビッドし12トリック取ってそれを達成することを、スモールスラム（small slam）と呼ぶ。そして、ノンバルなら500点を、バルなら750点を線の上側に記入する。
コントラクトを7でビッドし13トリック取ってそれを達成することを、グランドスラム（grand slam）と呼ぶ。ノンバルなら1000点を、バルなら1500点を線の上側に記入する。
グランドスラムはテニスなどスポーツで主要な大会を制覇する意味でも使われるようになっている。

### アナーボーナス
アナー（honour）ボーナスは、コントラクトの達成如何にかかわらず、下記の条件を満たす場合に線の上側に記入する。ラバーブリッジには適用されるが、デュプリケートには適用されない。（同じ手札を全員がプレイするため）
- トランプのA,K,Q,J,10の5枚すべてを1人が持っていた場合 150点
- 上記のうちいずれか4枚を1人が持っていた場合 100点
- ノートランプの場合で、4枚のAを1人が持っていた場合 150点

### ダウン(アンダートリック)
宣言した側が宣言しただけのトリックを取れなかった場合、相手チームが線の上側に点数を獲得する。宣言した側がノンバルの時は、下回った分1トリックにつき50点が、バルの時は、下回った分1トリックにつき100点がその点数となる。

### ダブル
宣言にダブルがかけられていた場合、コントラクトを達成すると、線の下側に記入される点数は2倍になる。さらにボーナス50点を線の上側に記入する。オーバートリックは1トリックにつき、達成した側がノンバルなら100点を、バルなら200点を加算する。リダブルしていた場合は、以上の点数はすべてダブルのときの2倍になる。
スラムボーナス、ラバーボーナスはダブル、リダブルの有無にかかわらず同一の点数である。
ダブルがかけられたコントラクトを達成できなかった場合、ペナルティ(相手チームに加算する点数)は、以下の通りとなる。
- 宣言した側がノンバルの場合は、1ダウンの際は1トリックについて100点、2,3ダウンの際は、1トリックを越えた分について1トリック200点、4以上のダウンの際は、3トリックを越えた分について1トリック300点となる。
- 宣言した側がバルの場合は、1ダウンの際は1トリックについて200点、2以上のダウンの際は、1トリックを越えた分について1トリック300点となる。

コントラクトした側がリダブルをかけていた場合、これらの点数はダブルのときの2倍となる。

### 最近の点数計算に関する変更
もし、古いブリッジの本を見る機会がある場合、スコアのルールについて違いに気がつくかもしれない。
ノンバルの側がダブルをかけられてダウンした場合、前は最初の1トリックが100点、その後が各200点というだけのペナルティだったが、これだとグランドスラムを狙ってコントラクトする側に関しての対抗条件としては弱いので変更された。バルでグランドスラムをかけると、点数は(スラムボーナスとして)1500点、(ゲームボーナスとして)500点、(メジャースートでのトリック達成点として)210点を確保するので、この点数は合計2210点となるのだが、ノンバルの側がダブルをかけられて11ダウンすると、ペナルティは(昔の方式では)2100点となるわけで、これは考慮できる犠牲であったわけだ。
また、リダブルをかけられた際にもらえるボーナスも、古いルールでは50点のままだった。これは100点に変更されているが、このためマイナースートで5以上のコントラクトをし、リダブルして、オーバートリックを取ることが、ダブルされずにスモールスラムを取るよりも価値のあることになった。
この変更はまずデュプリケートブリッジにおいて行われ、ラバーブリッジでも1993年に変更された。

### 得点早見表
| 宣言の種類                      | 通常 | ダブル | リダブル |
| ------------------------------- | ---- | ------ | -------- |
| ♦・♣の各オッドトリック          | 20   | 40     | 80       |
| ♠・♥の各オッドトリック          | 30   | 60     | 120      |
| NTの最初のオッドトリック        | 40   | 80     | 160      |
| NTの2つめ以降の各オッドトリック | 30   | 60     | 120      |

| 通常 | ダブル | リダブル |
| ---- | ------ | -------- |
| 0    | 50     | 100      |

| 宣言の種類 | 通常 | ノンバル | ノンバル | バル   | バル     |
| 宣言の種類 | 通常 | ダブル   | リダブル | ダブル | リダブル |
| ---------- | ---- | -------- | -------- | ------ | -------- |
| ♦・♣       | 20   | 100      | 200      | 200    | 400      |
| ♠・♥・NT   | 30   | 100      | 200      | 200    | 400      |

|               | ノンバル | ノンバル | ノンバル | バル | バル   | バル     |
|               | 通常     | ダブル   | リダブル | 通常 | ダブル | リダブル |
| ------------- | -------- | -------- | -------- | ---- | ------ | -------- |
| 1ダウン       | 50       | 100      | 200      | 100  | 200    | 400      |
| 2ダウン       | 100      | 300      | 600      | 200  | 500    | 1000     |
| 3ダウン       | 150      | 500      | 1000     | 300  | 800    | 1600     |
| 4つめ以降追加 | 50       | 300      | 600      | 100  | 300    | 600      |

|                | ノンバル | バル |
| -------------- | -------- | ---- |
| スモールスラム | 500      | 750  |
| グランドスラム | 1000     | 1500 |

| 相手がノンバル | 相手がバル |
| -------------- | ---------- |
| 700            | 500        |

| NTで一手に4枚のA | 150 |
| 一手にアナー5枚  | 150 |
| 一手にアナー4枚  | 100 |

## デュプリケートブリッジ
他のカードゲームと同様、ブリッジの点数は手札の良し悪しに依存する。このことを回避し、ブリッジを運のゲームから技のゲームとするため、ブリッジクラブや大会でのスコアはそれ自身では評価せず、同じ手を用いて他のプレイヤーが戦ったときと比べて評価される。これには大きく分けて2つのシステムがある。ペア戦とチーム戦である。

### ペア戦
ペア戦では、何回か戦った後に、全員のスコアが比較される。各ペアは自分たちより低い点数だったペアの数×2点を、自分たちと同じ点数だったペアの数×1点を各ゲームについて得る。そして全ゲームの総和で順位を決める。多くの場合点数は%で表す。100%ならある手でそのペアが他全員より良い得点だったということで、50%なら平均的だったということである。
アメリカや日本では、勝ったときは1点、同じ点なら1/2点として同様の計算をする。

### チーム戦
チーム戦では、各ペアは2ペアで構成されるチームの1員となる。各ディールは2度ずつ実行される。2度目は、同じチームの敵が使っていた手を用いてプレイする。もちろん、チーム内では使った手の内容について全てのディールが終わるまで語り合ってはいけない。各ディールが2度ずつ行われたら、各ディールについてスコアを比較する。そして、全スコアは各プレイを比較することで行う。たとえば、あるペアが+1000点獲得し、同じ手で同チームが失点を-980点に押さえた場合、そのチームのスコアはそのディールについて+20点となる。通常、この数字は、大きい点数の場合は圧縮される。さもなければ、1度でもスラム勝ちすれば他のゲームが意味のないものになってしまうからだ。ボード・ア・マッチの場合は、勝ち負けのみで比較される。IMPの場合は、点数の差は0～24の点数に圧縮される。

### デュプリケートブリッジの点数
デュプリケートブリッジは、クラブやトーナメントで遊ばれているが、これらはそれぞれ独立して扱われ、ラバーの一部としては見られない。これらの違いは単純化され、スコアリングは上記の通りとなる。
デュプリケートブリッジでは、コントラクトを達成した場合の点数はボーナスも含め上記に書かれた通りである。(6トリックを超えた分について、クラブ、ダイヤでは1トリックにつき20点、ハート、スペードについては30点、ノートランプの際は30点+10点ボーナス。ダブル、リダブルも考慮する。)コントラクトによって達成される点が100点以上となる場合は、ゲーム達成とみなし、バルネラブルでない場合は300点を、バルネラブルの場合は500点を加えて獲得する。100点を達成出来なかった場合も、この点は次の手には持ち越されないが、50点のボーナスは加えられる。
そのほかの点数については同様である。
デュプリケートブリッジでは、各ゲームについて、「両チームともバルネラブルでない」「NS側だけバルネラブル」「EW側だけバルネラブル」「両チームがバルネラブル」という順番で行い、その後はディーラーとバルネラブルの組み合わせを変えるために、一人ずつずらしてくり返す。

### ビッディングボックスとビッディングスクリーン

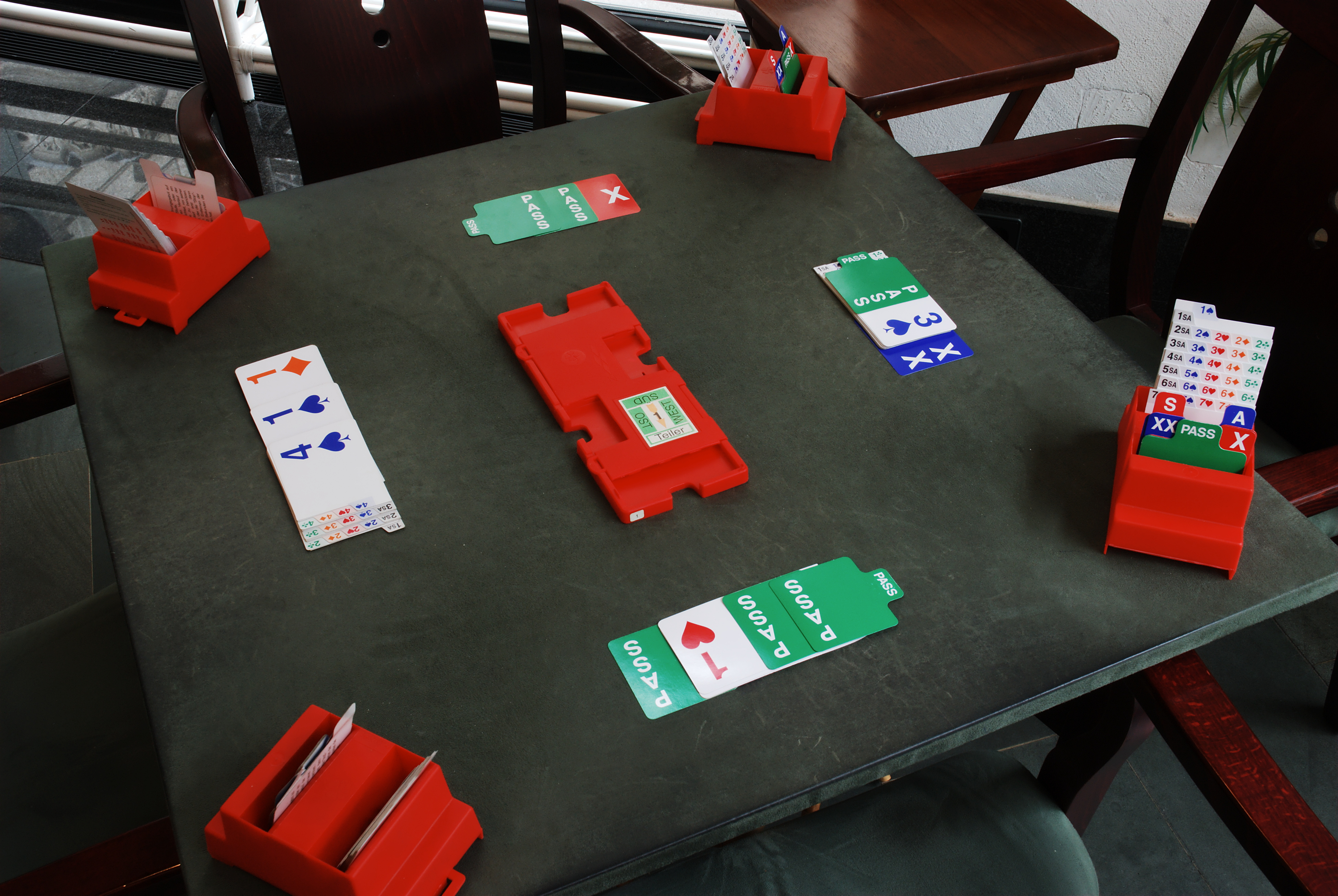
ビッディングボックスを使ったオークション

試合では、ビッディングボックスがよく使われる。これはビッディングの各内容を書いたビッディングカードをまとめて各人に持たせたもので、これを使うことで、声を使うことで起こる禁止された情報交換を防ぐ事が出来る。たとえば、ただ「ダブル」というのと、強い調子で「ダブル」と言うようなものに違いを持たせているような場合である。国際的な試合や国内のトップ戦の場合は、ビッディングスクリーンが使われる。机上に立てることで、ビッドが終了するまで自分のパートナーを見ることが出来なくなる(声を聞くこともできない)。スクリーンの両側にはそれぞれ2名がいることになる。全てのアラートは書かれたもので行われ、各プレイヤーは自分と自分のパートナー両方のビッドをアラートする。
これらの問題の多くはオンラインのブリッジで回避される。許可されない情報交換による不正は回避される。しかし、もっとあからさまな不正(たとえば、別回線を用いて、パートナーと電話で会話して情報交換するなど)は可能である。幸運にも、上級者のほとんどはこういった不正を察知できる。それに、電子的に手札は保存されているので、苦情は簡単適切に解決することが可能である。オンラインブリッジにはそのほか、リボーク(ルール違反なカードプレイ)や順番飛ばしなどのルール違反が不可能であるという利点がある。コンピュータ（プログラム）によりルールが強制されるからである。

## ビッディングシステムとコンベンション
パートナー同士は自分の持っている手についてお互いに情報交換することが許されているが、これは下記の2つによって制限される。
- 情報交換は、ビッディングもしくはカードプレイによってのみ行うことができ、そのほかの方法によって行うことは許されない。
- 個々の情報交換手段に対し、あらかじめどういった意味を持たせる取り決めをしたか、相手チームにも説明する義務がある。

したがって、何を目的として情報交換しているかは、情報交換と同時に相手サイドにもある程度は知られることになる。
パートナー同士で予め合意した、コールが意味する様々な取り決めを集めたものを、ビッディングシステムと呼ぶ。ビッディングシステムには、ゴーレン、エーコール（en:Acol）、スタンダードアメリカン（en:Standard American）、プレシジョン（en:Precision Club）、JCBLスタンダードなど、様々なものがあり、ある名称が別のシステムを包含しているものだったり、同じ名称でも細部の変更がある場合がある。
日本で主に使われているJCBLスタンダードにも4枚メジャーと5枚メジャーと呼ばれるバリエーションがあり、微妙に条件が違っている。
ビッドの際、宣言したトリック数や切り札スートとは全く違う意味を込める場合があり、これをコンベンションと呼ぶ。多くのコンベンションが開発されているが、有名なのはステイマン（en:Stayman convention）、ジャコビ・トランスファー（en:Jacoby transfer）、ブラックウッド（en:Blackwood convention）の各コンベンションである。
例1
ステイマンを採用している場合には、オープナー（最初にビッドしたパートナー）が1NTでビッドを開始した時にレスポンダー（オープナーのパートナー）が2♣をコールすることに関して、チーム内では「♣を切り札にしたい」という意味を持たせずに「♥や♠を最終的に切り札にしたいと持ちかけた」という意味を持たせる。オープナーは♥や♠の枚数で多いものがあるならそのスートの2の代のコールで、もし両方ともない場合は2♦のコールで返答する。2NTのオープン（ビッドの開始）でも同様の取り決めをすることができ、この場合は3の代のコールを同様に使う。
例2
ジャコビ・トランスファーを採用している場合、オープナーが1NTとビッドした時にレスポンダーが2♦をコールすると「♦を切り札にしたい」と宣言したのではなく、「♥を切り札にしたい（5枚以上ある）」と情報を述べたことにする。オープナーは2♥もしくはそれ以上の♥で返答する。同様な状況でのレスポンダーの2♥コールは♠に関する情報として用いる。
例3
ブラックウッドを採用している場合、ある状況で4NTというビッドがあった場合は「4NTでプレイしたい」と宣言したのではなく「スラム勝ちを狙うためにAの枚数を問うている」とする。パートナーは5の代のスートでAの枚数を返答すると決められている。

## テクニック

### ディクレアラーによる基本テクニック
初心者でも以下の戦法は遊ぶ際に知っておくべきである。
ドロートランプ
他のスートをプレイする前に切り札をプレイして、相手側の切り札をすべて出させ、切り札で切られることを事前に防ぐテクニック。
フィネス
自分のカードより強いカードが右のオポーネント（オンサイド）にあると仮定してカードを出すことで、50%の確率でトリックを取ろうとするテクニック。
エスタブリッシュ
あるスートを何度もリードし、オポーネントがそのスートを持っていない状態にすること。以降このスートでは（切り札を除けば）確実に勝てるようになる。
クロスラフ
ダミーと自分の手との間でお互いが持っていないカードをリードし、切り札を出す（ラフ）ことで交互にトリックを取るテクニック。
ホールドアップ
作戦上わざと負けることで自分の側を有利にするテクニック。相手の通信を遮断するために行う。
ハンドリング
ダミーと自分の手の間でリード権をやりとりするテクニック。

### ディクレアラーによる中級テクニック
大会に出るなら、以下のテクニックは知っておくべきである。
手札のカウンティング
クー (coup)
ダック
スクイズやエンドプレイの際の戦法として行ったり、ディフェンダーのエントリーを妨害して自分の手の連携を行うために行う。
ダミーリバーサル
切り札の長い方の手で何度もラフし、その後で枚数の少ない方の切り札でドロートランプを行うことで、通常より多くのトリックをとるプレイ。
エンドプレイ
スローインやスクイズなど、手の持ち札が少なくなった状況で、ディクレアラーにとって有利な札をディフェンダーから無理やり出させるプレイ。
Morton's Fork Coup
カウントの修正
セーフティプレイ
オーバートリックを狙うのではなく、確実にコントラクトを達成するための「安全なプレイライン」
スクイズ
ディフェンダーが複数のスーツを守っている場合に、そのどちらかを捨てさせるテクニック。
トランプ・クー
プレイ終盤に、ディフェンダーの保持するすべてのトランプに勝てるような配置に調整するテクニック。
アボイダンス
フィネスを行う場合などに、リード権を得ては困る側のディフェンダーにだけは負けないようにプレイする方法。
スローイン
ディフェンダーからリードするとトリックを損するようなカード配置を作ってからそのディフェンダーに負け、不利なリードを強いるテクニック。

### ディフェンダーによる基本テクニック
オープニングリード
4thベスト、トップオブシークエンス、トップオブナッシングなどの一般的な取り決めがあり、これを守ることで、ディフェンダー間の情報伝達を行う。
サードハンドハイ
パートナーのスモールのリードに対しては、自分の最も高いカードをプレイし、パートナーの絵札が昇格するように協力すること
セカンドハンドロー
ディクレアラーまたはダミーからのリードに対して、2番手はロウカードをプレイし、パートナーが相手の絵札を捕まえてくれることを期待する。
フォローは下から
複数枚の同格のカード（KとQ、10と9など）を持っているときは、一番低いものをフォローする。
リードは上から
「フォローは下から」に対して、トップオブシークエンスのリードの約束について言ったもの。

### ディフェンダーによる中級テクニック
エンドプレイやスクイズの回避
ホールドアップによりディクレアラーとダミーの通信を遮断するなどして、エンドプレイにさせない。
手札のカウンティング
競りの情報を元にしたオープニングリード
オークションの内容から、他のハンドを推測する。
シグナル
あらかじめパートナー間で決めたカードの出し方で、そのスーツの絵札の有無や枚数、あるいは次にリードして欲しいスーツなどをパートナーに知らせる。
アッパーカット（プロモーション）
パートナーが自分とディクレアラーもしくはダミーの両方にボイドとなっているスーツをリードしたときに、自分がラフすることでディクレアラーもしくはダミーにオーバーラフを強制し、トランプの絵札を減じることでドロートランプを妨げる。

## インターネットでのブリッジ
インターネット上に、ブリッジを遊ぶためのサーバがある。フリーなものもあるが、登録が必要なものもある。OKBridgeは、インターネット上のブリッジサービスでもっとも古いものであるが、愛好者の間ではもっともポピュラーである。ACBL（アメリカコントラクトブリッジ連盟）は、自営で登録制のブリッジサービスを始めたが、あまり成功していない。フリーのサーバは、不正を監視していないし、プレイに関しては低品質であることが多い。
オンラインブリッジにはいくつかの利点がある。
- いつ遊ぶか決めることが出来る。クラブでのゲームは19時から22時までとなるかもしれない。対してオンラインなら、19時から21時まで、とか17時から23時まで、とすることが出来る。
- 対戦相手を決める事が出来る。クラブでのゲームの場合、弱すぎたり、マナーがなっていなかったり、あまりに強い人と対戦することを強いられるかもしれない。オンラインなら、ほぼ同じ能力の相手と戦うことが出来る。
- レーティングシステムが正確である。ACBLマスターポイントシステムは、あなたがどのくらい出来るか、ではなく、どのくらいプレイしてきたか、を測定している。多くのオンラインサービスでは、チェスのイロレーティングに近いレーティングを採用している。このレーティングシステムも完璧ではないが、そこそこ良い評価を下してくれる。
- コンベンションに関する制限が少ない。対戦相手を選べるため、コンベンションに対する制限はないのである。多くのプレイヤーは、コンベンションに対する制限があるため、ACBLを嫌っている。
- オンラインでは不正を監視することが簡単である。事故的に不正な情報交換をしてしまう羽目になることはオンラインでは少ない。故意の情報交換、たとえば電話で話し合うことなどはより簡単ではある。しかしながら、各ビッドとプレイに関しては完璧な記録が残っているので、上級者にはその後で不正をしたことはわかる。不正をしたと1度や2度苦情を言われたくらいでサーバから排除されることはないだろうが、常習者をあぶり出すことは簡単である。

もちろん、オンラインプレイには欠点もある。
- 対戦相手を選ぶ事に関して。1度か2度良い勝ち方をすれば、対戦相手は消えるだろう。もしその場で組んだパートナーで対戦して、自分が足を引っ張れば、パートナーは去ってしまうだろう。
- 現実世界での対戦ではないということで、マナーがよくない者がいる。とはいえこれは主観的な意見ではある。

## 用語
トランプ
切り札のこと。スペード、ハート、ダイヤ、クラブのどれを切り札にするかはオークションで決定される。
ラフ
切り札以外のスーツが出されているトリックで、切り札のスーツを使ってそのトリックを取ること、あるいは取ろうとすること。
ビッド
切り札の種類と、取るトリック数の宣言。
コール
ビッド・パス・ダブル・リダブルをまとめてコールと呼ぶ。
パス
ビッドもダブルもリダブルもしないこと。誰かがオープンした後、これが3回続くとビッドは終了する。
パスアウト
誰もオープンせずに４人全員がパスすること。そのボードは終了し、スコアは双方とも０点である。
メジャースート
ハートとスペード。マイナーより重視される。
マイナースート
クラブとダイヤモンド。
スラム
12ないし13トリックを取る宣言。成功すれば大きなボーナス点を得られ、13トリック全て取ることに成功することを、「グランドスラム」と呼ぶ。
ゲーム
ラバーブリッジでは、相手より先にトリック点を累計100点以上取ること。デュプリケートブリッジでは、一度にトリック点を100点以上取ること。
ラバー
ブリッジのゲーム形式の一つ。相手チームより先にトリック点を累計100点以上にしたらゲームとなり、2ゲームを先取すれば勝利となる。競技会でなく遊びとしてはこちらのルールを採用することが多い。対義語はデュプリケート。
ダブル
相手側のビッドに対し、その達成が不可能と思われるのでダウンしたときの失点とメイクしたときの得点を増やして戦おうという意味のコール。
ディクレアラー
コントラクトを買い取った側のペアで、最初にそのスーツまたはNTのビッドしたほうのプレイヤー。コントラクトの達成を目指し、自分とダミーの両方のハンドを自分の意思でプレイする。
ダミー
ディクレアラーのパートナーとなるプレイヤーで、プレイが始まると手札を晒し、ディクレアラーの指示通りにプレイする。
ディフェンダー
コントラクトを買い取った側でないほうのペア。二人協力してディクレアラーのコントラクト達成の阻止を狙う。
ボード
デュプリケートブリッジにて、プレイを終えたカードを収納し、別のペアが同じ手札でプレイできるようにするための器具。
ノートランプ
切り札（トランプ）を設定しないこと、あるいは設定しないコントラクト。
ACBL
OKBridge
ディレクター
大会で、審判の役目を果たす人。運営中に発生したトラブルの解決を行う。
リボーク
リードされたスーツを持っているにも関わらず出さないこと。所定のペナルティが課される。
リード・アウト・オブ・ターン
本来リードするはずでない人がリードしてしまうこと。所定のペナルティが課される。
バルネラブル
ラバーでは、すでに1ゲームを取った状態のこと。ダウン時の失点が大きくなる。デュプリケートでは、ボードにバルネラブルか否かが書かれている。ダウン時の失点、ゲームやスラムをメイク時の得点ともに大きくなる。
パートスコア
ゲームに満たないコントラクト。

## 関連する作品
米英では一般的なカードゲームであるため、「ブリッジをプレイする」という場合、普通はコントラクトブリッジのことである。小説や映画などにも頻繁に登場するが、ルールの説明が本編にないことがほとんどであり、ミステリー小説などでトリックとして使われると、一般的でない国の人間にはアンフェアとされることもある。
- ひらいたトランプ - アガサ・クリスティの代表作。ブリッジがトリック (推理小説)に関わるため、ルールを知らない人間には理解しにくい。
- 007 ムーンレイカー -イアン・フレミングの小説。007が大金を賭けてブリッジで勝負をする。映画版（映画版シリーズ第11作）ではカットされている。
- トランプ殺人事件 -竹本健治のミステリー小説。作品中に用語集が挿入されている。
- 黒い賭博師（1965年の日活映画）小林旭演ずるギャンブラー氷室浩次が、『007 ムーンレイカー』のイカサマ手札を利用している。

## 愛好家
- 山本五十六 - 「グラスラは ほど遠けれど リダブリて ジャストメイキの 心地こそすれ」という歌を詠んでいるほど[5]。
- セルゲイ・プロコフィエフ
- 鄧小平 - 中華人民共和国ブリッジ協会の名誉主席
- ドワイト・D・アイゼンハワー - アメリカ合衆国の軍人・政治家
- バスター・キートン - アメリカ合衆国の喜劇俳優、映画監督、脚本家
- マルコム・フォーブス - アメリカ合衆国の実業家・政治家
- オマル・シャリーフ - 俳優
- ウォーレン・バフェット - アメリカ合衆国の投資家、経営者、資産家
- ビル・ゲイツ - アメリカ合衆国の実業家、慈善活動家、技術者
- マルチナ・ナブラチロワ - 元女子プロテニス選手
- チャールズ・M・シュルツ - アメリカ合衆国の漫画家。代表作である『ピーナッツ 』でよく知られている。
- スヌーピー - 漫画『ピーナッツ』に登場するオスのビーグル犬。ACBLの名誉ライフマスター
- トム・ヨーク - オルタナティヴ・ロックバンド「レディオヘッド」のフロントマン
- ロバート・ゲラー - 東京大学名誉教授 地球科学者
- 細田博之 - 政治家　公益社団法人 日本コントラクトブリッジ連盟 前会長